# Neaera
Neaera est un groupe de metalcore et death metal mélodique allemand, originaire de Münster. Leur premier album studio, The Rising Tide of Oblivion, est publié en 2005 sous le label Metal Blade Records. L'année suivante, en 2006, sort l'album Let the Tempest Come, qui est suivi en 2008 par Armamentarium, puis l'année d'après, en 2009, par Omnicide – Creation Unleashed. Le groupe se sépare en 2015.

## Biographie

### Débuts (2003–2005)
Le groupe est formé en été 2003 par le guitariste Tobias Buck à Münster, en Allemagne. Le groupe s'appelle initialement Malzan, un projet plus orienté punk hardcore à tendances metal suédois. Le groupe comprend initialement Sebastian Heldt, Benny Hilleke, Benjamin Donath, et Tobias Buck. Le groupe se rebaptise The Ninth Gate, puis Neaera en 2004. Peu après, Stefan Keller rejoint le groupe en tant que second guitariste. Le groupe part en studio en février 2004 à Osnabrück pour enregistrer deux démos. 
Le 2 avril 2004, le groupe signe avec le label Metal Blade Records. Ils entrent en studio Stage One en novembre 2004 pour travailler avec le producteur Andy Classen. Leur premier album studio, The Rising Tide of Oblivion, est publié le 21 mars 2005 sous le label Metal Blade Records. En automne, il suit d'une tournée européenne avec Heaven Shall Burn, As I Lay Dying, Evergreen Terrace, Agents of Man, et End of Days, en plusieurs concerts en Allemagne, en Autriche, en Suisse, aux Pays-Bas, au Danemark et en Estonie. Ils terminent l'année par une tournée avec Caliban, Fear My Thoughts, Destiny, et Narziss.

### Let the Tempest Come(2006–2009)
Le 7 avril 2006, Neaera se lance, aux côtés du producteur Jacob Hansen, dans l'enregistrement de son deuxième album Let Tempest Come. La sortie de l'album est suivie par d'autres tournées européennes. Au début de 2007, Neaera tourne avec Devastation, Quo Vadis, Fear My Thoughts, et Kataklysm. Le 21 février 2007, Neaera annonce sur sa page MySpace un enregistrement vidéo de son concert du 19 mai 2007 à Münster. Cet enregistrement vidéo est publié avec l'édition limitée de leur troisième album , en guise de DVD bonus. 
Le 2 août 2007, Neaera joue au Wacken Open Air. Quelques semaines plus tard, le groupe publie son troisième album, Armamentarium, le 24 août 2007. La première tournée du groupe en tête d'affiche s'effectue à travers l'Allemagne et dans plusieurs pays voisins, suivie à l'automne 2007 par une tournée en soutien à Deadlock. Au printemps 2008, le groupe part en tournée avec As I Lay Dying et joue au festival Summer Breeze.

### DeOmnicideà la séparation (2009–2015)
Le 27 mai 2009 sort leur quatrième album studio, Omnicide – Creation Unleashed. Le 13 juillet 2010, le groupe annonce sur son site web que les enregistrements ont été réalisés pour le cinquième album. Il est publié le 22 octobre 2010 et s'intitule Forging the Eclipse. Les morceaux de batterie sont enregistrés au Stage One Studio par Andy Classen ; les autres instruments et les voix sont enregistrés au Rape of Harmonies Studio par Alexander Dietz. Le mixage audio et le mastering sont effectués par le producteur danois Tue Madsen. Après la sortie de l'album, Neaera termine l'année par une tournée avec Caliban, All That Remains, Bleed from Within, et Soilwork, en Europe et en Scandinavie. En 2012, Neaera est toujours signé chez Metal Blade Records. Le 1er mars 2013, leur sixième album studio, Ours is the Storm, est publié en Europe via Metal Blade Records et le 5 mars aux États-Unis.
Le 3 septembre 2015, le groupe annonce sur Facebook sa séparation. Les raisons précises ne sont pas divulguées, mais souligne que le groupe se sépare en bons termes. Pour décembre 2015, le groupe finit avec des dates de concerts à Münster, Leipzig et Stuttgart.

## Style musical
Le groupe jouait à ses débuts du deathcore, la musique de Tobias Buck étant influencée par ce qu'il jouait quand il était encore dans le groupe Malzan, puis les membres du groupe ont été davantage influencés par le death metal mélodique suédois, avec des groupes comme In Flames et Dark Tranquillity.

## Membres
- Benjamin Hilleke – chant (2003–2015)
- Stefan Keller – guitare (2003–2015)
- Tobias Buck – guitare (2003–2015)
- Benjamin Donath – basse (2003–2015)
- Sebastian Heldt – batterie (2003–2015)

## Discographie
- 2005 : The Rising Tide of Oblivion
- 2006 : Let the Tempest Come
- 2007 : Armamentarium
- 2009 : Omnicide – Creation Unleashed
- 2010 : Forging the Eclipse
- 2013 : Ours is the Storm